# Traude Korosa

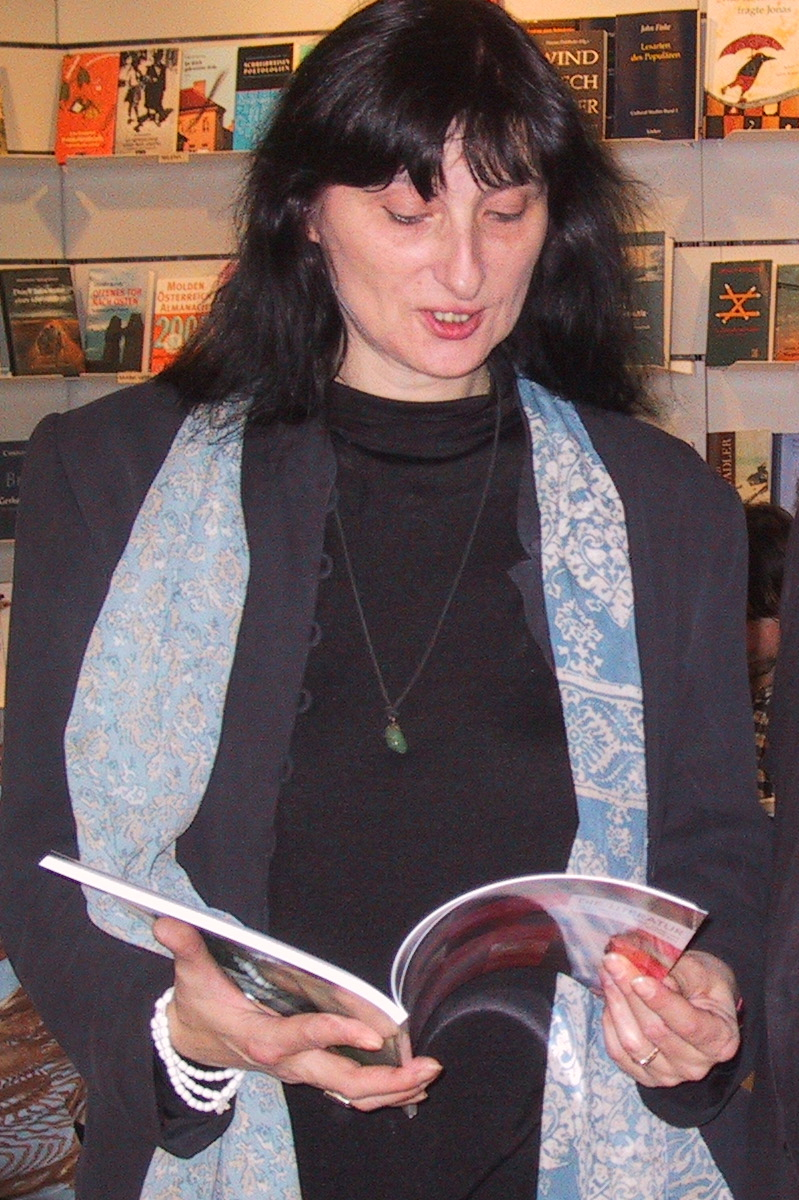
Traude Korosa auf der Buchwoche im Wiener Rathaus (2003)

Traude Korosa (* 1955 in Arbing, Oberösterreich) ist eine österreichische Autorin.

## Leben und Beruf
Traude Korosa studierte Germanistik und Publizistik. Sie schreibt Lyrik und Prosa, hält zahlreiche Lesungen und veröffentlicht in Anthologien und (Literatur)Zeitschriften.
Sie ist Mitglied der Grazer Autorenversammlung und arbeitet bei der IG Autorinnen Autoren mit. Gemeinsam mit El Awadalla organisierte sie die Widerstandslesungen am Wiener Ballhausplatz.
Die Illustrationen zu ihrem Buch haust der wind in deinem haar wurden von Ines Eck beigesteuert.
Lesungen von ihr wurden auf Radio Orange (Wien), Radio Fro (Linz) und Frauenzimmer/Freier Rundfunk (Freies Radio Freistadt) gesendet; mittlerweile wurde ein Lesemitschnitt von Radio Fro auf CD veröffentlicht.

## Sonstiges
Die Alleinerzieherin von zwei Kindern lebte bis 1987 in Linz, seither in Wien.

## Veröffentlichungen
- 2003 Hannas Vermächtnis und andere Geschichten, Triton Verlag
- 2004 haust der wind in deinem haar, Gedichte, Wien Literaturverlag Luftschacht, ISBN 3-902373-05-9
- Mitherausgeberin von „Uhudla. Literatur 1“ und „Uhudla. Literatur 2“.
- gemeinsam mit El Awadalla ... bis sie gehen, 4 Jahre Widerstandslesungen, Ein Lesebuch, ISBN 3-901960-19-8

## Auszeichnungen
- 1987 Max von der Grün-Förderungspreis (3. Jurypreis)
- 1990 Arbeitsstipendium des Bundesministerium für Unterricht und Kunst
- 2005 Marianne-von-Willemer-Preis